# Neostempellina pilosa
Neostempellina pilosa är en tvåvingeart som beskrevs av Reiss 1987. Neostempellina pilosa ingår i släktet Neostempellina och familjen fjädermyggor.
Artens utbredningsområde är Turkiet. Inga underarter finns listade i Catalogue of Life.